# Crucianella patula
Crucianella patula (L.) es una planta herbácea perteneciente a la familia de las rubiáceas.

## Descripción
Es una pequeña hierba anual que Se diferencia de Crucianella angustifolia L. por presentar sus brácteas lineares, de 5-7 x 0,5-1 mm de longitud, que hacen una espiga poco densa, de 1-2 x 0,8-1 cm de largo, con flores que presentan su corola 5-lobada.

## Distribución
Se distribuye por la región mediterránea occidental, distribuida entre España y Marruecos, y que en la península ibérica aparece fundamentalmente en la Depresión del Ebro y en el centro y sudeste del territorio.

## Hábitat
Forma parte de comunidades de pastos terofíticos instalados en claros de romerales, tomillares o espartales, en ambientes de coscojar y, más raramente, de encinar, en zonas áridas y sobre suelos de naturaleza caliza, principalmente margas, aunque también en yesos o sobre suelos ricos en sales. También se instala en caminos, campos, etc. Se encuentra en alturas de 170 a 1000 m s. n. m. Florece en primavera.

## Taxonomía
Crucianella patula fue descrita por Carlos Linneo y publicado en Amoenitates Academici . . . 3: 401, en el año 1753.
Citología
Número de cromosomas de Crucianella patula (Fam. Rubiaceae) y táxones infraespecíficos:
2n=22
Sinonimia
- Crucianella pentandra Dufour ex Roem. & Schult. (1818).
- Crucianella squarrosa Sennen & Mauricio in Sennen (1936).[3][4]

## Nombres comunes
- Castellano: espigadilla menuda, rubilla menuda.[5]